# Heydeniella womersleyi
Heydeniella womersleyi är en spindeldjursart som beskrevs av Lee och Hunter 1974. Heydeniella womersleyi ingår i släktet Heydeniella och familjen Ologamasidae. Inga underarter finns listade i Catalogue of Life.